# Rudträsket (Älvsby socken, Norrbotten)
Rudträsket är en sjö i Älvsbyns kommun i Norrbotten och ingår i Piteälvens huvudavrinningsområde.